# Самолетна катастрофа край Ла Унион
Самолетната катастрофа край град Ла Унион в Колумбия става на 28 ноември 2016 г.
Полетът на „LaMia Corporation“ превозва отбора на бразилския футболен клуб „Шапекоензе“ от Санта Крус де ла Сиера, Боливия до международното летище Хосе Мария Кордова в Меделин, Колумбия.
Чартърният полет на „BAe 146“ се състои от 68 пътници, които включват футболния отбор, 21 журналисти и екипаж от 9 души. Отборът е напът да играе първи мач от финала за Копа Судамерикана на 30 ноември срещу колумбийския отбор Атлетико Насионал 7 души оцеляват при катастрофата. Един от тях – вратарят Данило почива от раните си на следващия ден.

## Катастрофа
Самолетът е с полет от боливийския град Санта Крус де ла Сиера до Меделин в Колумбия, превозвайки 68 пътници и 9 екипаж. Разстоянието между тези летища е 2972 km. Сред пътниците са футболисти и персонал на бразилския Шапекоензе, които пътуват за финал на Копа Судамерикана 2016 в Меделин.
В 22:00 ч. местно време на 28 ноември (05:00 ч. българско на 29 ноември), екипажът съобщава за електрическа авария по време на полета над колумбийското въздушно пространство между областите Ла Сея и Ла Унион. Самолетът след това се разбива в планината Серо Гордо, близо до град Ла Унион, на 18 км от летището на Меделин. Няма пожар, тъй като самолетът изчерпва горивото си преди катастрофата.
Хеликоптерите не са в състояние да стигнат до мястото поради гъста мъгла в района. В 02:00 ч. местно време на 29 ноември, е съобщено, че първият оцелял е транспортиран в болницата на Ла Сея – Алан Ръшел, един от футболистите на Шапекоензе. Първоначално се съобщава, че 7 души са оцелелите, но един от тях по-късно почива в болницата. Последният намерен оцелял футболист е Нето, който е открит в 05:40 ч. Седемдесет и един души загиват при инцидента, сред които е и бившият защитник на българския ЦСКА (София) Фелипе Машадо.

## Оцелели
Оцелелите футболисти на Шапекоензе са Алън Ръшел, Джаксън Фолман и Нето. Други оцелели са журналист и двама членове на екипажа на полета – стюардеса и авиотехник. Вратарят на отбора Маркос Данило оцелява при самолетната катастрофа, но издъхва от раните си в болницата.

## Реакции
И двата мача от финала за Копа Судамерикана 2016 от 30 ноември и 7 декември са отменени. Атлетико Насионал изпраща молба до КОНМЕБОЛ трофеят да бъде връчен на Шапекоензе.